# Castle Crashers
Castle Crashers es un videojuego desarrollado por la empresa The Behemoth, creadores de Alien Hominid , Battle Block Theater y Pit People. El título fue anunciado en el año 2006 para la plataforma de juegos Xbox Live Arcade del sistema de videojuegos Xbox 360, puesto en el mercado dos años después, en el 2008.
La plataforma PlayStation Network del sistema de videojuegos PlayStation 3, recibió una versión de este juego más tarde, en noviembre de 2010, con algunos cambios, como la interfaz.
Su lanzamiento para Xbox Live Arcade fue a principios de septiembre de 2008, tras varios retrasos, uno de ellos, fue por la nueva política de Microsoft de obligar a los desarrolladores de Xbox Live Arcade a aumentar el tamaño de los juegos de 50 a 150 megas como mínimo.

## Historia
La historia de este videojuego nos permite adentrarnos en un mundo fantástico, donde la magia de el medievo, las espadas y la brujería están presentes. la historia comienza con nuestros caballeros en el castillo del el rey, en el que el mago malvado entra junto con un ataque de bárbaros, y roba una roca mágica que estaba en el trono del rey y también rapta a las 4 princesas.
En esto desde las barracas salen los protagonistas para hacer frente a la invasión de los bárbaros al reino humano, tras pasar el frente de la gran batalla de reinos y cruzar las trincheras enemigas hasta llegar al gran jefe bárbaro, a lo largo de la batalla se llevan a 3 de las 4 princesas dejando a la pelirroja que es salvada al terminar de matar al jefe bárbaro.
Se llega a las planicies para entrar al bosque de los ladrones en la persecución de los raptores de las princesas restantes tras adentrarse en el bosque se cruza una aldea de ladrones donde se pelea con un líder trol, para llegar después hasta un molino donde se es perseguido por un trol gigante del que se escapa montando en ciervos, terminado la persecución en una caída a un río en el que se lucha (con la ayuda de un barco dirigido por el rey) contra un tiburón-gato gigante )(el barbo) manejado por un pequeño oso blanco.
Tras la batalla se llega a los campos de hierba alta se pelea contra el clan de osos mientras que se sigue a dos de las princesas raptadas, pero se les pierde cuando se la llevan dos criaturas encapuchadas tras vencer al líder de los osos.
Se continua junto a un grupo de caballeros del rey donde se cruza un campo de flores y una cueva para iniciar un ataque al castillo de los cabeza de cono donde esta la segunda princesa a punto de casarse con el novio cabeza de cono, se lucha con el caballero que se casaría con la princesa, cuando se elimina al jefe aparece un cíclope saliendo del baño y se lleva al cadáver de su amigo y a la princesa en un carruaje hacia una cueva muy cerca de un volcán activo, en el que se lucha con mas caballeros negros que manejan espadas láser hasta llegar al cíclope que se lamenta por la muerte con la princesa en una jaula colgante a su izquierda, al ganar en la batalla contra el cíclope se salva la segunda princesa y el ciclope termina cayendo en lava muriendo, al terminar se continua con el viaje cruzando una senda volcánica para terminar peleando con un volcán y después con un dragón gigante al que después de vencerlo se consigue reclamar una brújula dorada necesaria para mas tarde.
En el camino de regreso se entra por la fuerza aun castillo industrial para buscar la tercera princesa, donde después de cruzar todos los obstáculos y derrotar a los guardias se pelea con un robot gigante controlado por el rey del castillo, tras destruir el robot el rey intenta huir por el balcón pero es traicionado y solo se llevan a la princesa, tras tirar al rey del balcón se obtiene y usa un catalejo para ver la cuarta princesa que esta en el castillo de hielo al otro lado del mar.
Al regresar al reino humano se puede visitar el muelle donde se necesitara para zarpar un timón dorado que se encuentra visitando al herrero, cuando se obtienen las tres reliquias necesarias para pasar en barco el mar hacia las otras zonas a lo largo del viaje sucede un ataque de ninjas piratas donde se hunde su navío, al llegar a tierra firme es un desierto el cual los héroes atraviesan hasta luchar con naves alienígenas con alienígenas homínidos y se es raptado por una nave nodriza. Ya dentro de la nave se escapa y se elimina a todos los alienígenas y se inicia un conteo de auto-destrucción dejando un minuto para escapar y caer de nuevo al desierto, en el que se es atacado por guardias de un castillo de arena, el cual se debe pasar para obtener un mapa que permite conocer una nueva ruta para continuar y llegar a un templo en ruinas.
En el recorrido hay una puerta que no permite pasar y es necesario desviarse hacia un pantano con aldeanos que luchan contra esqueletos malévolos vueltos a la vida por  Nigromante "la mano derecha del mago" que tiene la habilidad de revivir a los muertos, pasando la zona de esqueletos se llega a un cultivo en el que se pelea contra un maíz gigante que bloquea un establo en el que se encuentra un cuerno que, al ser soplado abrirá la puerta que bloquea el paso.
Al abrir la puerta se continua a lo largo del templo peleando con una especie de hombres pez que son sirvientes de una Gorgona , tras matarla se continua hacia una gran subida nocturna a un mundo de nieve que al pasarse se rescata a la tercera princesa en el castillo congelado al matar el rey de hielo y se pasa al castillo del mago para luchar contra la última línea de defensa antes del mago.

Preparándose para la llegada de los héroes el mago alza su castillo con su gran poder mágico, tras conseguir llegar ala base del castillo despues de esquivar los obstáculos volando se consigue entrar a la fortaleza. donde después de derrotar a los seguidores y los mas fuertes secuaces de el mago (Un pintor que puede darle vida a sus creaciones, El Ciclope y el Novio cabeza de cono revividos por el Nigromante y el al mismo Nigromante, el cual trae a la vida un grupo de enemigos ya derrotados a lo largo de la aventura )Es que se llega a los aposentos flotantes de el Mago, en donde el usará distintas fases para intentar derrotar a los héroes, en la primera usará 4 fragmentos de la roca del Rey para atacarte, en la segunda se bajará de su trono para luchar pero con una burbuja protectora que cuando es roja lo tienes que atacar con tu espada y cuando es azul tienes que atacarlo con tus hechizos, en la tercera se inflará y flotará en el aire como un globo, en la cuarta caerá un cofre del cielo haciéndote creer que has ganado la batalla, pero no es así porque cuando abras el cofre aparecerá el mago convertido en una especie de araña flotante que invocará 2 sirvientes para que te ataquen, la quinta se inflará y flotara otra vez, pero con la diferencia de que la plataforma ahora está más desgastada y rota porque cada fase en que lo derrotamos la plataforma tiembla y se desgasta, y en la secta que es la ultima fase se desinflara y caerá y se parará para luego ver como aparece su espada flotando en el cielo que poco a poco se va acercando al mago que luego la tomará y empezará a lanzarnos distintas habilidades y luego la plataforma se romperá y la princesa, el mago(que en medio del aire explotará)la espada del mago la roca y los héroes se caerán y aterrizará en la roca para recoger a la princesa en brazos y pasar por todos los lugares en que lucharon y llegaremos hasta el castillo del Rey, para iniciar una celebración. 

## Desarrollo
Se trata un juego formas para imposibilitar la misión de los caballeros, es despues de derrotarlo y recuperar el cristal y salvar a la princesa restante que es finalmente llevada a salvo a el castillo. go de programación 2D, del género beat'em up tan conocidos en las recreativas, como ejemplos de grandes clásicos como Double Dragon o Golden Axe, por citar algunos ejemplos. Además, el juego incorpora elementos de rol, con el fin de aumentar la duración del mismo y dar más variedad.
Cada caballero tiene un tipo de elemento mágico que domina: El Caballero Verde el veneno, el Caballero Rojo el rayo, el Caballero Azul el hielo, y por último el Caballero Naranja, que domina el fuego.
En cada escenario en el que nos adentramos, iremos eliminado a nuestros enemigos a golpe de espada o magia, lo que nos dará experiencia, que hará subir de nivel a nuestro personaje. Cada nivel que mejoremos, nos dará la posibilidad de subir un punto la habilidad.
Tenemos cuatro tipos de habilidades comunes para todos los caballeros:
- Defensa (tendremos más vida y resistencia a los ataques).
- Fuerza (haremos más daño).
- Magia (tendremos más poder mágico).
- Agilidad (dispararemos y nos moveremos más rápido).

Cada habilidad tiene un máximo de 25 puntos para mejorar.
A lo largo del desarrollo de la historia, iremos encontrando tanto armas, como animalitos, los cuales nos darán un poder especial, dependiendo de cual tengamos con nosotros. Algunos nos harán ganar más experiencia, otros harán daños al enemigo o sencillamente nos ayudaran a encontrar objetos ocultos.
Lista de Animalitos:
| - Oso bipolar - Murciélago - Cardinal - Gallina - Froggle - Giraffey - Hawkster | - Monkeyface - Mr Buddy - Owlet - Pazzo - Piggy | - Rammy - Scratchpaw - Seahorse - Sherbert - Snailburt | - Snoot - Spiney - Troll - Yeti - Zebra |

## Personajes Jugables

### Personajes predeterminados
- Caballero Verde: Un caballero con el poder de las toxinas o veneno.

- Caballero Azul: Un caballero con el poder de controlar el elemento del hielo.
- Caballero Naranja: Un caballero con el poder de controlar el elemento del fuego.
- Caballero Rojo: Un caballero con el poder de controlar el elemento de la electricidad

- Herrero(DLC): Un Herrero fuerte y valiente que puede invocar una rana como magia, aparte de la rana puede invocar un martillo en llamas ,no posee ningún elemento.

### Personajes desbloqueables
- Caballero Gris: Uno de los caballeros valientes y leales del Rey.
- Bárbaro: Un civilizado enemigo que vive para asaltar y saquear.
- Ladrón: Un enemigo ágil con un arco y una flecha; que hace honor a su nombre por el robo de oro y alimentos.
- Esgrimidor: Un siervo del príncipe Industrial.
- Apicultor Asesino: Guardián de las abejas asesinas en el nivel Campo de Flores.
- Industrial: Un trabajador en el Castillo Industrial.
- Extraterrestre: Un extraterrestre que tiene un extraño parecido a el personaje del juego Alien Hominid.
- Brute: Un poderoso guerrero de la selva.
- Snakey: Un protector caballero del Templo Inundado y la Cripta.
- Saracen: Un soldado enemigo del desierto.
- Guardia Real: Un guardián del castillo de arena.
- Stove Face: Un caballero negro de élite, fuertemente blindado que guarda la ruta de acceso a el Mundo de Nieve.
- Campesino: Un súbdito leal del Rey.
- Oso: Un miembro de una tribu salvaje de osos blancos.
- Conehead: Un caballero del Novio Conehead y el cíclope.
- Civil: Una persona del pueblo que vive en el castillo principal.
- Demonio de Fuego: Un guardián del mal del Mundo de Lava.
- Esqueleto: Un enemigo no muerto reanimado por el Nigromante.
- Esquimal: Un enemigo que guarda el camino hasta el castillo de hielo.
- Ninja: Un ninja que tiende una emboscada a otros buques en el mar. Cabalga en un barco pirata.

### Personajes descargables
- Rey: El rey del castillo de Inicio y señor de los Caballeros.
- Caballero Gris con cara descubierta: Un valiente caballero del Rey con su casco abierto y cara expuesta.
- Nigromante: Un poderoso villano volador con el poder de resucitar a los muertos.
- Asistente del Mago: Un siervo del Mago malvado, inmune a la magía de los 4 caballeros iniciales.
- Caballero Rosa: Un caballero que propaga la paz y la alegría por toda la tierra.
- Herrero: Un caballero que estaba oculto en las sombras del misterio, se confirma que es el herrero cerca de el castillo inicial.
- Hatty Hattington: Un caballero obsesionado con la recopilación de gemas y prisionero anfitrión de un teatro lleno de gatos, proveniente del juego Battleblock Theather, obtenible al comprar su juego.

## Capacidades En línea y problemas
Este videojuego soporta juego cooperativo de hasta 4 jugadores, tanto en modo offline como en línea, sin embargo, a los pocos días de su lanzamiento, una de sus grandes bazas, el juego en línea en cooperativo se vio seriamente truncado por un bug que se daba en algunos usuarios, por el cual cuando intentaban jugar una partida, el juego volvía al menú, frustrando a muchas personas que veían como habían pagado por un juego con un gran fallo.
A las pocas semanas, los creadores, salieron y comentaron el error, y que se pondrían a trabajar en él, para solucionarlo cuanto antes. Tuvieron que pasar más de 3 meses para que saliera, por fin el parche, que ocurrió a principios de enero de 2009.
Existen temas y un pack de descarga (Pack del rey) (Con un coste de 160 MS points), en el que tenemos nuevos personajes y armas.

## Contenido Descargable
Castle Crashers dispone de 4 complementos descargables, llamados:
-Pack Del Rey
-Pack del Herrero 
-Pack del Nigromante
-Pack Del Caballero Rosa

Contenido del Pack del Rey:
- 2 personajes (El Rey y Caballero Gris 2)
- 2 nuevas armas (La Piruleta y la Espada Dorada)
- 1 Animalito llamado Pelter (Cuya habilidad le permite lanzar bolas de hielo)

Precio: 160 MS Points
Contenido del Pack del Herrero:
- Caballero Morado

Precio: 160 MS Points
Contenido del Pack del Nigromante:
- 2 personajes (El Nigromante y El Asistente del Mago)
- 2 Armas Nuevas (La motosierra y Un mazo de calavera dorada)
- 1 Animalito llamado Dragonhead (Cuya habilidad le permite lanzar bolas de fuego)

Precio: 160 MS Points
Contenido Del Pack Del Caballero Rosa                                                                                                               
- 1 Personaje [Caballero Rosa]
- 5 Armas

Precio: 160 MS Points
- El pack del nigromante y el del caballero rosa está disponible para descargar en las versiones de PC a través de Steam, el resto del contenido descargable son desbloqueables en el juego normal.

## Trivialidades
- Si se pasa BattleBlock Theater se le recompensa con un personaje llamado Hatty Hattington.
- La princesa naranja, siempre lleva la cara tapada, al final de el juego, esta es revelada como un payaso en tono de burla hacia el jugador
- Durante la pelea con el secuas pintor se pueden ver cuadros que muestran a la princesa naranja muerta, en conjunto al final donde al recibir el beso se muestra que era un payaso se da a entender que el pintor la remplazo por una de sus creaciones (esta teniendo la misma cara que el dibujo del payaso creado por el pintor)